# 신성학

## 클럽 경력
신성학은 영등포공업고등학교와 홍익대학교를 거친 후, 2025년 1월 서울 이랜드 FC에 입단하였다. 구단은 그를 좌우 풀백과 미드필더를 소화할 수 있는 멀티 자원으로 영입했다. 입단 후 K리그2 일부 경기에서 교체로 출전하며 프로 무대에 데뷔하였다.

## 프로 통계
- 2025 시즌 (7월 기준):

```
 - K리그2: 2경기 출전, 0골
```

## 특징
신성학은 빠른 발과 왕성한 활동량, 넓은 커버리지를 바탕으로 수비는 물론 공격 전개에도 기여할 수 있는 선수이다. 양쪽 풀백과 중원을 모두 소화 가능한 멀티 플레이어로 평가받는다.